# Бабарога (албум)
Бабарога је четврти студијски албум Светлане Цеце Ражнатовић, тада Величковић, који је издат за ПГП РТБ јуна 1991.

## О албуму
Цеца је своје пунолетство прославила на најбољи могући начин - новим албумом. Бабарога је објављена непосредно пре Цециног осамнаестог рођендана који је свечано прославила у друштву бројних пријатеља и колега. Сви су били одушевљени новим Цециним песмама и имиџом који више ни по чему није подсећао на симпатичну "девојчицу из суседства", већ се Цеца трансформисала у младу жену која је публику почела да осваја и својим сексепилом. Највећи хитови са овог албума су Хеј, вршњаци, Бабарога, Волим те... и Да си некад до бола волео.
Албум је продат у тиражу од 200 000 примерака.

## Списак песама
На албуму се налазе следеће песме:
| Бр. | Назив                     | Текст                   | Музика              | Аранжман            | Трајање |
| --- | ------------------------- | ----------------------- | ------------------- | ------------------- | ------- |
| 1.  | Бабарога                  | Добривоје Иванковић     | Добривоје Иванковић | Мирољуб Аранђеловић | 04:39   |
| 2.  | Волим те...               | Илонка Тадић            | Добривоје Иванковић | Мирољуб Аранђеловић | 04:00   |
| 3.  | Избриши, ветре, траг      | Стевица Спасић          | Мирољуб Аранђеловић | Мирољуб Аранђеловић | 03:54   |
| 4.  | Хеј, вршњаци              | Мирјана Бучковић Тришић | Добривоје Иванковић | Мирољуб Аранђеловић | 03:35   |
| 5.  | Сто пут' сам се заклела   | Добривоје Иванковић     | Добривоје Иванковић | Мирољуб Аранђеловић | 02:50   |
| 6.  | Да си некад до бола волео | Младен Николић          | Добривоје Иванковић | Мирољуб Аранђеловић | 04:44   |
| 7.  | Не куни, мајко            | В. Мићовић              | Добривоје Иванковић | Мирољуб Аранђеловић | 04:13   |
| 8.  | Бивши                     | Драган Стодић           | Добривоје Иванковић | Мирољуб Аранђеловић | 04:07   |
| 9.  | Мокра трава               | Милада Зековић          | Мирољуб Аранђеловић | Мирољуб Аранђеловић | 03:14   |

## Информације о албуму
- Снимано у студију "ХИТ"
- Тон-мајстор: Милисав Тодоровић
- Продуценти: Добривоје Иванковић, Мирољуб Аранђеловић
- Извршни продуцент: Владимир Перовић
- Styling: М. Жегарац
- Фото: Бранислав Патрногић
- Дизајн: Иван Ћулум
- Рецензент: Мијат Божовић
- Одговорни уредник за народну музику: Милан Ђорђевић
- Директор-главни уредник: Станко Терзић

## Спотови
- Бабарога
- Волим те...
- Избриши, ветре, траг
- Хеј, вршњаци
- Сто пут' сам се заклела
- Да си некад до бола волео
- Не куни, мајко
- Бивши
- Мокра трава